# Pirithoos

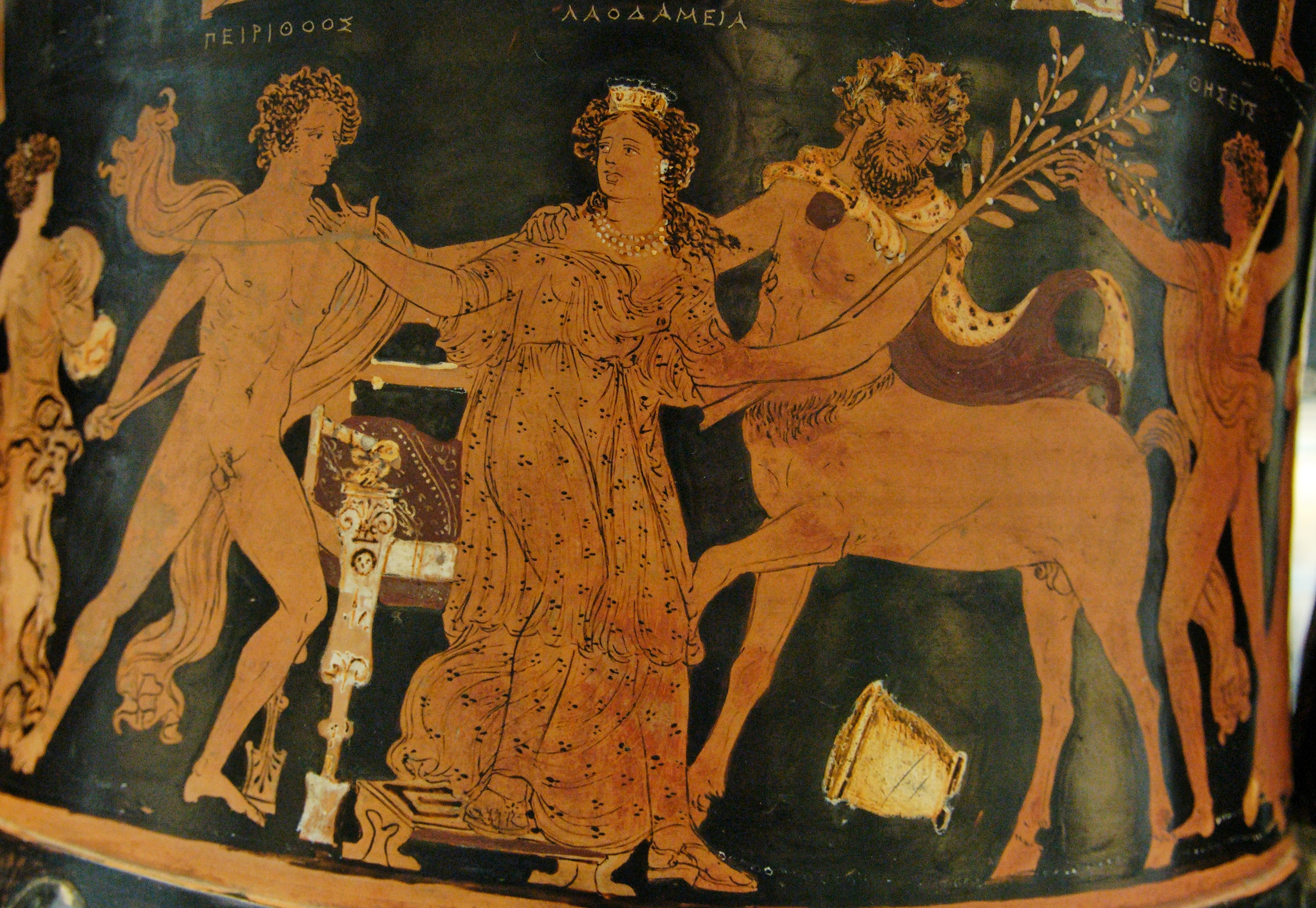
Centaure essayant d'enlever Hippodamie à Pirithoos et Thésée, cratère apulien à figures rouges, v. 350-340 av. J.-C., British Museum (F 272)

Dans la mythologie grecque, Pirithoos ou Pirithoüs (en grec ancien Πειρίθοος / Peiríthoos, Περίθοος / Períthoos ou Πειρίθους / Peiríthous), fils de Zeus selon Homère ou d'Ixion selon d'autres auteurs et de Dia, est roi des Lapithes.

## Légende

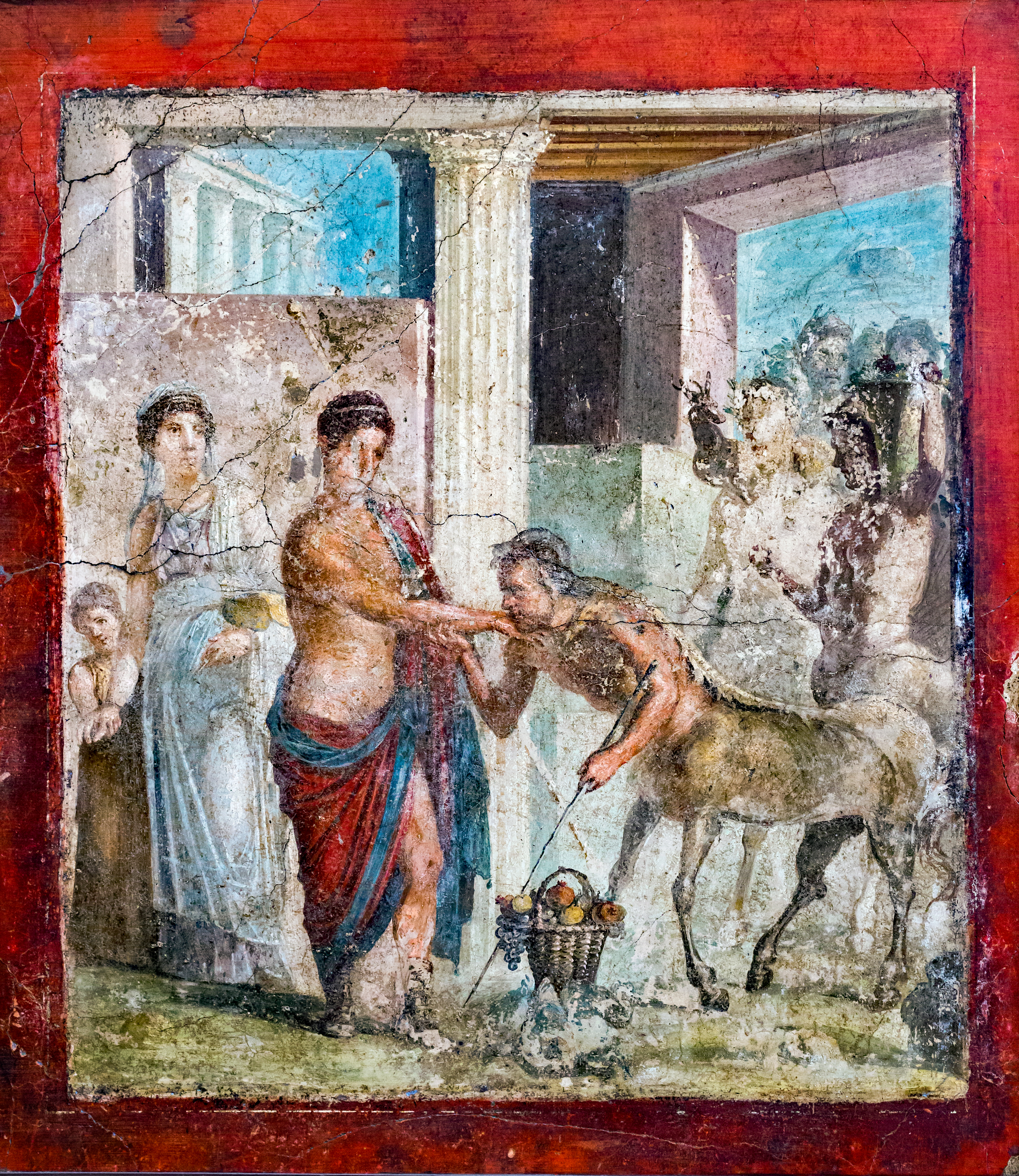
Pirithoos et Hippodamie recevant les centaures à son mariage. Fresque antique de Pompéi.

Il tente d'envahir l'Attique mais est repoussé par Thésée. Une franche amitié se noue ensuite entre les deux héros.
Il participe, aux côtés de Thésée, à la chasse du Sanglier de Calydon. Se mettant en danger pour abattre le monstre, il ne devra son salut qu'à l'intervention de son ami, qui le suppliera de se tenir à distance, au nom de l'amour qu'il lui porte alors.
Lors de son mariage avec Hippodamie, les centaures ivres, menés par Eurytion, enlèvent et abusent de la jeune épousée. Pirithoos leur fait la guerre, assisté par Thésée, et les vainc. L'épisode est conté par le prétendant Antinoos, comme illustration des méfaits du vin, dans l’Odyssée. On en trouve une autre version dans les Métamorphoses d'Ovide.
À la mort d'Hippodamie, Thésée enlève Hélène de Sparte avec l'aide de Pirithoos. Ce dernier quant à lui projette d'enlever Perséphone elle-même, épouse d'Hadès. Les deux amis descendent aux Enfers mais sont capturés par Hadès et entravés par un rocher. Héraclès parvient ensuite à délivrer Thésée au bout de quatre ans, mais échoue à aider Pirithoos, qui reste à jamais scellé à la pierre.